# Aqua Claudia
Die Aqua Claudia war eine antike römische Wasserleitung (Aquädukt) zur Versorgung der Stadt Rom.

## Geschichte

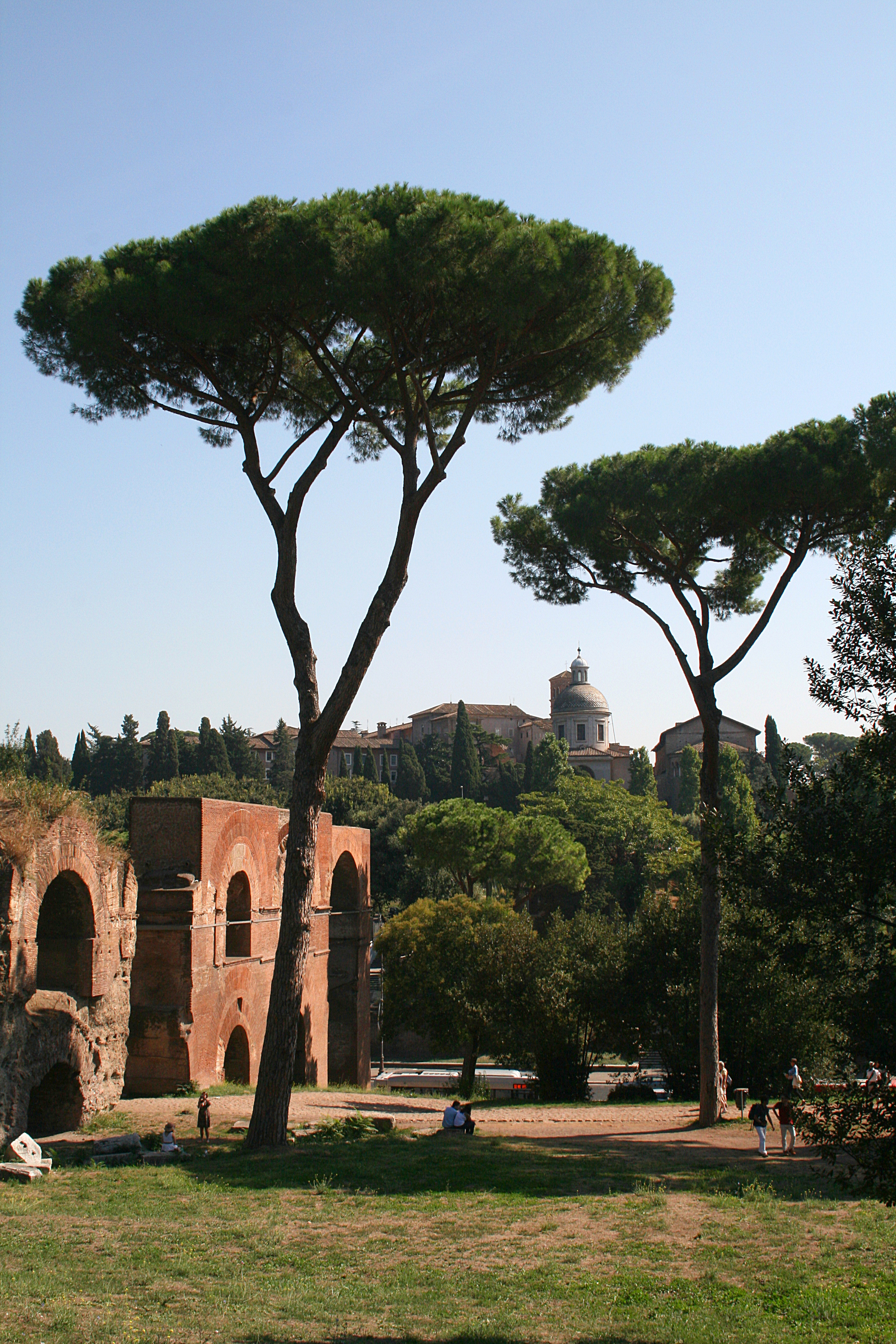
Reste der Arcus Neroniani am Palatin

Die Aqua Claudia wurde wie der Anio Novus unter Kaiser Caligula 38 n. Chr. begonnen und unter Kaiser Claudius 52 n. Chr. beendet. Die beiden Wasserleitungen wurden gemeinsam am 1. August eingeweiht. Ihre Baukosten beliefen sich auf 350.000.000 Sesterzen.
Nach gerade einmal zehn Jahren Nutzung wurde die Versorgungsleitung für einen Zeitraum von neun Jahren unterbrochen, bis Kaiser Vespasian sie im Jahr 71 n. Chr. wiederherstellen und Kaiser Titus sie zehn Jahre später noch einmal reparieren ließ.
Südöstlich der Porta Maggiore wurde ein Stück der Aqua Claudia ab 271 durch Vermauerung der Bögen in die Aurelianische Stadtmauer einbezogen.
Die Aqua Claudia wurde 537 im Gotenkrieg beschädigt und unter Belisar wieder hergestellt. Eine teilweise Renovierung erfolgte unter Papst Hadrian I. im Jahr 776 und versorgte wohl noch bis in das 11. Jahrhundert den Lateranpalast mit Wasser.

## Wasserführung
Die Hauptquellen der Aqua Claudia, Caeruleus und Curtius, befinden sich rund 445 m auf der linken Seite des 38. Meilensteines von der Via Sublacensis entfernt.
Die Kanallänge betrug circa 69 Kilometer. Der Kanal verlief meist unterirdisch. Je nach Jahreszeit führte er bis zu 191.190 Kubikmeter pro Tag. Nach dem „Filterbehälter“, nahe dem 7. Meilenstein der Via Latina, wurde die Aqua Claudia auf den letzten 13 Kilometern mit oberirdischen Bogenkonstruktionen in Richtung der Stadt geführt.
Ein Teil des Anio Novus wurde auf die Aqua Claudia gebaut, die Konstruktion bildete einen monumentalen Bogen, die so genannte Porta Maggiore, bevor sie sich trennten und die Aqua Marcia und die Aqua Tepula kreuzten.

## Wasserleitung von Kaiser Nero (Arcus Neroniani)

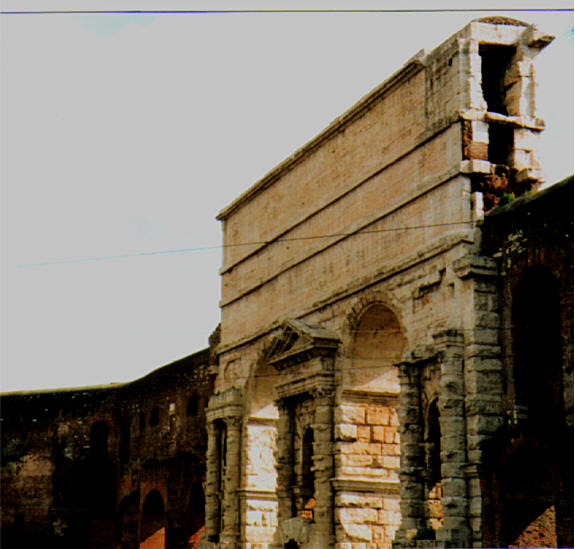
Porta Maggiore, Kreuzungspunkt der Aqua Claudia und des Anio Novus mit der Aqua Marcia und der Aqua Tepula

Nachdem Kaiser Nero die Arcus Neroniani (auch Arcus Caelimontani), eine Abzweigung der Aqua Claudia, errichten ließ, konnten alle 14 römischen Bezirke mit deren Wasser versorgt werden. Die Arcus Neroniani führten zunächst über eine Länge von zwei Kilometern zum Tempel des vergöttlichten (divus) Claudius auf dem Hügel Caelius.
Nero benutzte dieses Wasser, um seinen riesigen Palast in Rom, die Domus Aurea, das „Goldene Haus“, zu versorgen, und es war Kaiser Domitian, der die Bogenkonstruktion bis an den Palatin verlängern ließ. Hierzu musste das Tal zwischen den zwei Hügeln durch eines der gewagtesten Bauwerke des antiken Roms überwunden werden.
Die Bögen hatten eine Spannweite von 7,75 Metern, die Pfeiler hatten eine Höhe von 2,30 Metern und eine Breite von 2,10 Metern. Die Konstruktion maß an der höchsten Stelle 16 Meter und wurde lediglich mit Ziegelsteinen errichtet.